# Гановер (округ, Вірджинія)
Шаблон:StateAbbr_ 37°46′ пн. ш. 77°29′ зх. д. / 37.76° пн. ш. 77.49° зх. д.
Округ  Гановер (англ. Hanover County) — округ (графство) у штаті  Вірджинія, США. Ідентифікатор округу 51085.

## Історія
Округ утворений 1720 року.

## Демографія
За даними перепису 2000 року загальне населення округу становило 86320 осіб, зокрема міського населення було 48883, а сільського — 37437. Серед мешканців округу чоловіків було 42479, а жінок — 43841. В окрузі було 31121 домогосподарство, 24463 родин, які мешкали в 32196 будинках. Середній розмір родини становив 3,07.
Віковий розподіл населення поданий у таблиці:
| Стать    | До 15 років | 15-21 | 22-29 | 30-39 | 40-49 | 50-65 | 65-85 | Понад 85 |
| -------- | ----------- | ----- | ----- | ----- | ----- | ----- | ----- | -------- |
| Чоловіки | 9908        | 4339  | 2978  | 6773  | 7536  | 7126  | 3596  | 223      |
| Жінки    | 9321        | 3715  | 3195  | 7340  | 7746  | 7184  | 4704  | 636      |

## Суміжні округи
- Керолайн — північ
- Кінг-Вільям — північний схід
- Нью-Кент — схід
- Генрайко — південь
- Гучленд — південний захід
- Луїза — захід
- Спотсильванія — північний захід

## Виноски
1. ↑  U.S. Decennial Census. United States Census Bureau. Архів оригіналу за 12 травня 2015. Процитовано 3 січня 2014.
2. ↑  Historical Census Browser. University of Virginia Library. Архів оригіналу за 11 серпня 2012. Процитовано 3 січня 2014.
3. ↑  Population of Counties by Decennial Census: 1900 to 1990. United States Census Bureau. Архів оригіналу за 15 грудня 2013. Процитовано 3 січня 2014.
4. ↑  Census 2000 PHC-T-4. Ranking Tables for Counties: 1990 and 2000 (PDF). United States Census Bureau. Архів оригіналу (PDF) за 18 грудня 2014. Процитовано 3 січня 2014.
5. ↑  State & County QuickFacts. United States Census Bureau. Архів оригіналу за 7 червня 2011. Процитовано 3 січня 2014.(англ.) Наведено за англійською вікіпедією.
6. ↑  American FactFinder. Бюро перепису населення США. Архів оригіналу за 21 травня 2008. Процитовано 31 січня 2008.

| США | Це незавершена стаття з географії США. Ви можете допомогти проєкту, виправивши або дописавши її. |